# Močvirska spominčica
Močvirska spominčica (znanstveno ime Myosotis scorpioides) je rastlina iz rodu spominčic. Zaradi izsuševanja vlažnih rastišč v naravi je zelo redka rastlina. Spada v družino srhkolistnic. 
Sestavljena je iz štirirobnega stebla, ki je dlakav in gosto olistan, stebelnih listov, ki so dolgi do 10 cm. Na vrhu stebla ima socvetje iz 5-20 majhnih cvetov, posamezni cvet ima 5 modrih venčnih listov. 
Močvirska spominčica cveti od maja do oktobra. Raste na vlažnih travnikih, v močvirjih, obrežjih, vodnih in obcestnih jarkih po celem svetu. 

## Galerija
- Cela rastlina
- Cvetovi
- Listi
- Pola 487 iz Thoméjeve Flora von Deutschland, Österreich und der Schweiz (1885)